# Rakitno
Rakitno je naselje u općini Posušje, u Zapadnohercegovačkoj županiji.

## Zemljopisni položaj
Rakitno se nalazi na sjevernom djelu općine Posušje, na prometnici Posušje - Jablanica, udaljen od Posušja oko 12 km. Sjeverno i sjeveroistočno zaleđe čine visoke planine Čvrsnica (2228 m), Vran (2074 m), Čabulja (1780 m),a na južnoj strani Mratnjača (1229 m) i Oluja (1208 m). Sa sjeverozapadne strane okružuju ga redom Gradina (1120 m), Kuk (1204 m), Oštrc (1299 m), Debela ljut(1095 m), Jaram (1115 m),  Drinova (1085 m), zatvaraju dio Rakitna, preko kojeg vodi put u smjeru Duvanjskog polja prema Tomislavgradu.
Štitar (1404 m), zaravan Ječmenište (1374 m), Deralište, Grla, Runjava Kosa (1490 m), Gvozd (1624 m) i Bijele stijene (1661 m) čine sjeverni okvir rakitskog polja.
Rakitno zauzima površinu od oko 70 km2, a ravan dna polja ima površinu od oko 18,3 km2. Nadmorska visina rakitskog polja iznosi od 880 m do 920 m. Najniža točka njegova dna je u Sutini, a najviša u Vrpolju.

## Stanovništvo
Najstariji podatci, sadržani u turskom katastarskom popisu 1468./69. god. kazuju kako u Rakitnu ima 13 kuća, koje su bile opterećene feudalnim porezima u iznosu od 450 akči i 9 kuća u Sutini s feudalnim daćama od 300 akči.
U Rakitnu je bio stalni porast stanovnika sve do Drugog svjetskog rata. Jedan broj poginuo, drugi dio izbjegao, došlo do iseljavanja, obično su se iseljavali u Slavoniju, Zagreb,Njemačku, Kanadu, SAD, Novi Zeland, Južnu Ameriku, osobito u Argentinu, Australiju, te u druge zemlje širom svijeta. Poglavito veliko iseljavanje bilo je između 1953. i 1965. godine tako da je došlo do opadanja broja stanovnika.

### Katolici u Rakitnu 1838.
Demografske podatke o Rakitnu, koje je postalo samostalnom župom 1845., prikupio je 1838. seonički župnik fra Mijo Zubić. Naime, do proglašenja samostalnosti područje Rakitno pripadalo je župi Seonica
| Katoličko stanovništvo u Rakitnu 1838. |           |              |
| naselje                                | broj kuća | stanovništvo |
| Gornja Drežnica                        | 9         | 94           |
| Korita                                 | 3         | 17           |
| Mukinje                                | 38        | 397          |
| Poklečani                              | 22        | 257          |
| Sutina                                 | 17        | 118          |
| ukupno                                 | 89        | 883          |

### Kretanje broja vjernika u župi
| Godina | Vjernika |
| ------ | -------- |
| 1743.  | 513      |
| 1768.  | 444      |
| 1867.  | 1303     |
| 1902.  | 2909     |
| 1932.  | 3425     |
| 1940.  | 3929     |
| 1962.  | 2108     |
| 1975.  | 1774     |
| 1981.  | 1748     |
| 1991.  | 1320     |
| 2001.  | 1397     |

## Povijest

### Rakitno u tursko doba
Turci su se naselili u Rakitno jer je bogato vodom, ali su ga već početkom 19.st. napustili. Iz prvih stoljeća turske vladavine nema spomena Rakitna u crkvenim izvorima već ga se spominje samo u dva turska deftera.
- Defter iz 1475. spominje sutinu kao vrlo napučenu. Sutina je feudalno dobro dizdara (zapovjednik tvrđave) Muse i pripada Mostaru.
- Defter iz 1585.g. piše da je Rakitno posjed Mehmeda Mustafina, posadnika tvrđave Imotski.

#### Zapisi biskupa o Rakitnu 1706. – 1845.
- Biskup Bijanković boravio je u Rakitnu triput: 1706., 1710., 1723. Zanimljiv je izvještaj iz 1706. Biskup se ne može načuditi duhovnoj i tjelesnoj snazi Rakićana. Spominje Vuku Piponića koji imaše 130 godina. U drugom svom pohodu Rakitnu 1710. biskup Bijanković krizmao je 210 osoba a na misi je bilo 600 vjernika. U ovo vrijeme u Rakitnu žive i muslimani i pravoslavci.

- Biskup Blašković u svom izvještaju iz 1735. kaže da u Rakitnu ima 30 kuća i da rijetki slušaju svetu misu i primaju sakaramente.

- Biskup Dragićević u svom izvješću iz 1743. govori da u Rakitnu i Drežnici ima 49 domaćinstava u kojima živi 313 odraslih i 200 malodobnih osoba.

- Biskup Bogdanović boravio je u Rakitnu od 18. – 20. 06. 1768. U to vrijeme kapelan zadužen za Rakitno bio je svećenik glagoljaš Toma Kolaković. Stanje Rakitna i Drežnice iz 1768. je 39 domaćinstava u kojima živi 308 odraslih i 159 malodobnih osoba.

## Rakitska naselja
1. Zaglavica
2. Vrpolje
3. Poklečani
4. Sutina

## Poznate osobe
- Jakov Rafael Romić, hrv. rimokatolički svećenik, pjesnik, teolog

## Vanjske poveznice
- Rakitno online